# Isidro Morales Moreno
Isidro Morales Moreno es profesor e investigador en ciencias políticas, además es director de la Escuela de Graduados en Administración Pública y Política Pública (EGAP),
Campus Estado de México.

## Academia
Morales Moreno tiene un doctorado en Relaciones Internacionales del Instituto de Estudios Políticos de París, un Diploma de Estudios Avanzados en Ciencia Política de la misma institución y una licenciatura en Relaciones Internacionales por el El Colegio de México.
Actualmente es director de la Escuela de Graduados en Administración Pública y Política Pública (EGAP), Campus Estado de México. Cargos administrativos previos incluyen su puesto como director del departamento de Relaciones Internacionales e Historia y decano de la de la Facultad de Ciencias Sociales (2001-2005) en la Universidad de las Américas; y director de la Escuela de Graduados en Administración Pública y Política Pública (EGAP) en el Tecnológico de Monterrey, Campus Santa Fe.

## Investigación
Las principales áreas de investigación de Morales Moreno incluyen: la geopolítica y geo-economía del mercado energético, comercio e inversión; la economía política de la integración regional; las relaciones comerciales y de seguridad entre México-E.U.A.; y las relaciones entre América Latina y E.U.A. Ha enseñado y realizado trabajos de investigación en instituciones mexicanas y extranjeras, tales como el Centro Kluge de la Biblioteca del Congreso en Washington, la Universidad de Copenhague, el Centro Danés de Investigaciones para el Desarrollo, la Universidad de Gotemburgo, el Centro de Desarrollo Económico en Dinamarca, el Instituto Watson para Estudios Internacionales en la Universidad Brown, el Centro de Estudios del Norte de América en la Universidad Americana, el Programa de Energía y el Centro de Estudios Económicos del Colegio de México. Su trabajo en investigación le ha ganado la membresía Nivel II en el Sistema Nacional de Investigadores.
El Doctor Morales ha publicado extensivamente temas relacionados con energía, integración, comercio y seguridad, incluyendo la industria petrolera en México. Actualmente es Jefe de Redacción de Política Latinoamericana, una revista semestral distribuida mundialmente por Wiley-Blackwell, también es Presidente de Política Exterior (Edición Mexicana). Además es un miembro de la junta editorial de Ashgate en Inglaterra por su publicación "La Economía Política Internacional de Regionalismos Nuevos". Es el autor del Post-TLCAN América del Norte: Reforma Económica y Política del Gobierno en una Región en Constante Cambio, publicado por Palgrave/Macmillan (Reino Unido), en 2008, y el editor de "Soluciones Nacionales a Problemas de Trans-Border". El Gobierno de Seguridad y Riesgo en un Post-TLC América del Norte, publicado por Ashgate (UK) en marzo de 2011.

## Organizaciones
Adicionalmente, Morales Moreno es miembro de organizaciones como la Asociación de Estudios Internacionales, la Asociación de Estudios Latinoamericanos (Latin American Studies Association - LASA) y el Consejo Mexicano de Asuntos Internacionales (COMEXI).